# Norbert Jacques
Norbert Jacques (Eich, Ciutat de Luxemburg, 6 de juny de 1880 - Coblença, 16 de maig de 1954) fou un escriptor luxemburguès, especialitzat en la novel·la negra. Es feu popular per haver donat vida al personatge del Docteur Mabuse (1921), geni del crim, hipnotitzador i mestre de les arts de la dissimulació en múltiples identitats, semblant al personatge de Fantômas creat a la mateixa època a França per Pierre Souvestre i Marcel Allain.

## Obra
- 1910: Der Hafen
- 1919: Landmann Hal
- 1920: Der heilige Lant
- 1922: Pulvermühle
- 1922: Dr. Mabuse, der Spieler
- 1926: Der Feueraffe
- 1929: Die Limburger Flöte